# HD 26464
HD 26464，又名BD-09 837，SAO 131005、HR 1293，是一颗恒星，视星等为5.7，位于銀經201.4，銀緯-39.58，其B1900.0坐标为赤經4h 5m 58.7s，赤緯-9° -39.58′ 50″。